# Arachnodes micans
Arachnodes micans är en skalbaggsart som beskrevs av Lebis 1953. Arachnodes micans ingår i släktet Arachnodes och familjen bladhorningar. Inga underarter finns listade.